# Frames - Portuguese Film Festival
Frames - Portuguese Film Festival é um festival dedicado ao cinema português, que se realiza desde 2013 nas cidades suecas de Estocolmo, Västerås e Gotemburgo. 

## História
A primeira edição do Frames - Portuguese Film Festival teve lugar em 2013 na Filmhuset em Estocolmo, entre os dias 16 e 22 de Novembro. O evento surgiu do esforço organizativo da Ung FAPS, associação de jovens portugueses na Suécia, com o desejo de criar uma plataforma cultural significativa para a comunidade portuguesa residente. O festival procura trazer ao público sueco o que de mais recente, original e criativo se faz dentro do panorama cinematográfico português, assim como apresentar novos e talentosos cineastas portugueses. 
Para além da componente cinematográfica, o Frames - Portuguese Film Festival assume a sua vocação de veículo de promoção cultural, por via de outras expressões culturais, tais como a literatura e música.
O festival apresenta-se como um espaço de oportunidade para ampliação e fortalecimento das relações culturais, sociais e comerciais entre a Suécia e Portugal, promovendo o necessário e ainda incipiente intercâmbio de ideias entre as duas culturas, cada vez mais próximas e misturadas no mundo globalizado.  

Sob o tema Memória, a edição de 2014 decorreu entre 24 e 29 de Novembro na Filmhuset em Estocolmo, e estendeu-se também à cidade de Gotemburgo, com sessões no cinema Bio Roy. 

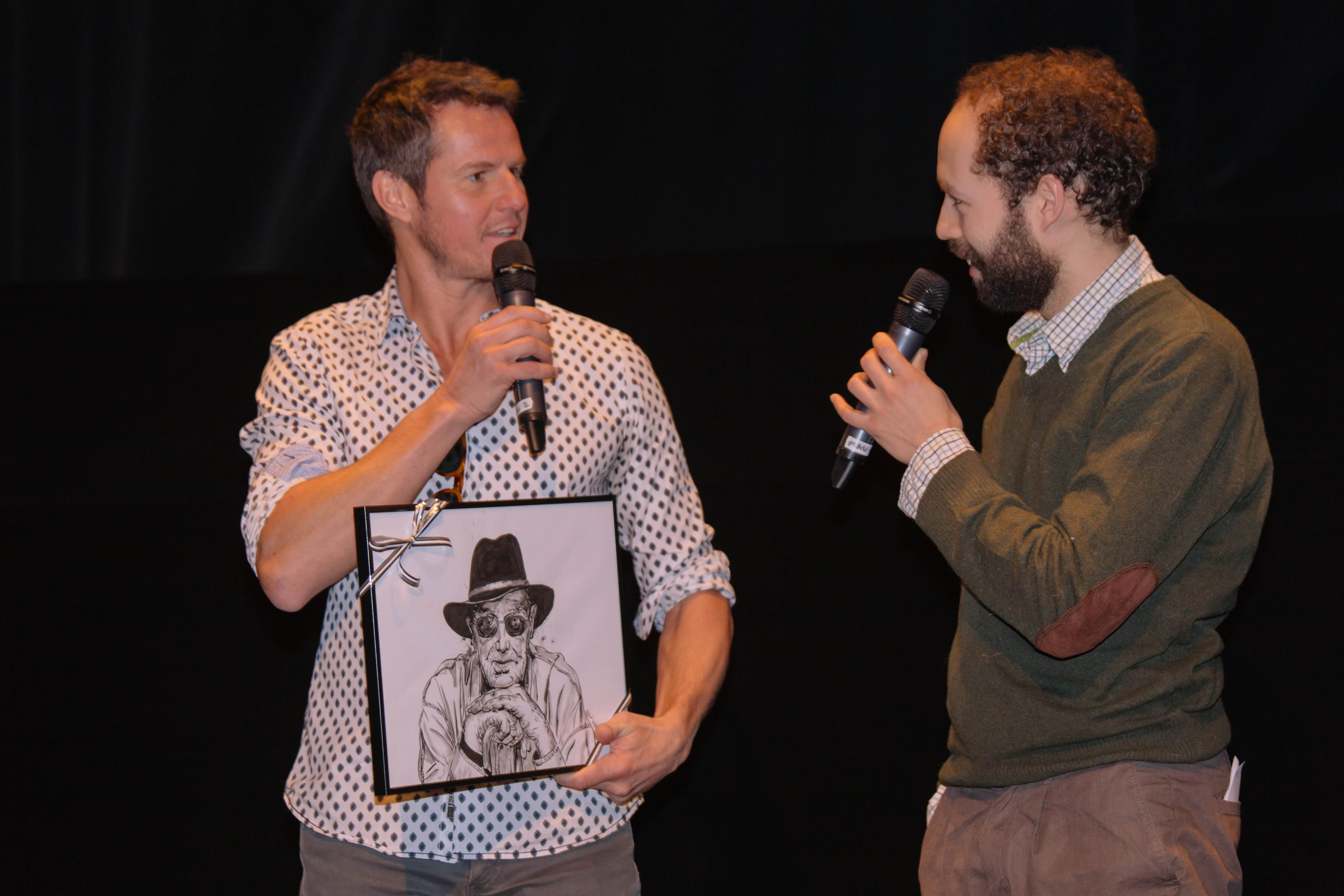
O actor Ricardo Trêpa, neto do realizador Manoel de Oliveira, o mais aclamado realizador português, marcou presença na edição de 2016 do Frames - Portuguese Film festival

A edição de 2016, com o tema Raízes, teve lugar pela primeira vez em três cidades suecas, Estocolmo, Västerås e Gotemburgo, tendo o seu início a 22 de Fevereiro, e a última sessão a 6 de Março . Esta edição focou-se no conceito de família, através da exibição de obras e ficção contemporâneas e também de documentários, produzidos em Portugal, levantando questões como 'O que é a família e que sentimentos a norteiam'. 
Em 2017, o festival é dedicado ao tema Social Tales, e decorre em sessões a ter lugar em Estocolmo de 18 a 21 de Fevereiro, Västerås e Gotemburgo, à semelhança do ocorrido no ano anterior. Os filmes apresentados colocam o foco em questões sociais atuais como organização social, desigualdade e discriminação e servirão de estímulo para debate durante o festival. O tema Social Tales irá revelar o cinema como gesto político, seja através de ficção ou de representações realistas. 
Este será também o ano de estreia da Secção Competitiva com um prémio atribuído por um júri. Esta competição tem como objetivo trazer um elemento de participação pública ao festival. Qualquer cineasta, profissional ou amador, pode submeter uma curta-metragem, desde que o produtor/realizador seja português, ou que o filme tenha sido filmado em Portugal.

## Plataformas de Acção do festival
Exibição de Filmes Portugueses
- Exibição de curtas e longas metragens portuguesas nas cidades de Estocolmo, Gotemburgo e Västerås;
- Entrevistas e debates com atores e realizadores convidados

Frames Kids
- Exibição de filmes de animação portugueses para os mais novos;
- Atividades pedagógicas relacionadas com o conteúdo dos filmes, desenvolvidas com professores de Língua Portuguesa na Suécia

Secção competitiva
- Exibição de curtas metragens a competir por um prémio atribuído por um júri.

Eventos Culturais Portugueses
- Organização de concertos de abertura do Frames - Portuguese Film Festival

## Prémios
Curtas-metragens da secção competitiva
- Grande Prémio para Melhor Curta-metragem
- Menção honrosa para Melhor Curta-metragem

## Edições Anteriores
- 2016 Raízes

```
        O Velho do Restelo (2014) - 
Manoel de Oliveira

        Como desenhar um circulo perfeito (2009) - 
Marco Martins

        José e Pilar (2010) - 
Miguel Gonçalves Mendes

        Sangue do meu Sangue (2011) - 
João Canijo

        A Nossa Forma de Vida (2011) - 
Pedro Filipe Marques

        Luz da Manhã (2012) - 
Cláudia Varejão

        Má Raça (2013) - 
André Santos
, 
Marco Leão

        Gipsofila (2015) - 
Margarida Leitão
               
        Montanha (2015)-
João Salaviza
```

- 2014 Memória

```
        Alice (2005) - 
Marco Martins

        Amanhã (2006) - 
Solveig Nordlund

        Linha Vermelha (2011)
[
5
]
 - 
José Filipe Costa

        Tábu (2012)
[
6
]
 - 
Miguel Gomes

        E Agora? Lembra-me (2013)
[
7
]
 - 
Joaquim Pinto

        O meu outro país / Mitt andra land (2014) - 
Solveig Nordlund
```

- 2013

```
        Rapace (2006) - 
João Nicolau

        
Aquele Querido Mês de Agosto
 (2008) - 
Miguel Gomes

        Morrer como um Homem (2009) - 
João Pedro Rodrigues

        Arena (2009) - 
João Salaviza

        O Nosso Homem (2011) - 
Pedro Costa

        Liberdade (2011) - 
Gabriel Abrantes

        Terra de Ninguém (2012) - 
Salomé Lamas

        Rafa (2012) - 
João Salaviza

        Cerro Negro (2012) - 
João Salaviza

        É na terra não é na Lua (2011) - 
Gonçalo Tocha
```